# Archidiecezja Bahía Blanca
Archidiecezja Bahía Blanca (łac. Archidioecesis Sinus Albi) – archidiecezja Kościoła rzymskokatolickiego w Argentynie. Jest główną diecezją metropolii Bahía Blanca. Została erygowana 20 kwietnia 1934. 11 lutego 1957 została podniesiona do rangi metropolii.

## Główne świątynie
- Archikatedra: Archikatedra Matki Bożej Miłosierdzia w Bahía Blanca

## Biskupi diecezjalni

### Biskupi
- Leandro Bautista Astelarra (1934–1943)
- Germiniano Esorto (1946–1957)

### Arcybiskupi
- Germiniano Esorto (1957–1972)
- Jorge Mayer (1972–1991)
- Rómulo García (1991–2002)
- Guillermo Garlatti (2003–2017)
- Carlos Azpíroz Costa OP (od 2017)